# 夏洛特 (阿肯色州)
夏洛特（英語：Charlotte）是位於美國阿肯色州獨立縣的一個非建制地區。該地的面積和人口皆未知。

## 地理
夏洛特的座標為35°49′06″N 91°26′19″W / 35.81833°N 91.43861°W，而該地的平均海拔高度為103米。